# Free Software Foundation
Free Software Foundation (FSF) je neprofitna organizacija. Ustanovil jo je Richard Matthew Stallman 4. oktobra 1985 v podporo pri promociji svobodnega programja. Organizacija promovira univerzalno svobodo pri ustvarjanju, distribuciji in spreminjanju računalniške programske opreme izdano pod "copyleft" pogoji, npr. GNU Splošno dovoljenje GNU. FSF je registrirana v Massachusettsu, ZDA.
Od ustanovitve do sredine 1990-ih let, so bila sredstva fundacije namenjena primarno razvijalcem svobodnega programja. Od sredine 1990-ih let dalje so zaposleni pri FSF in prostovoljci delali večinoma pri urejanju statusa in strukturnih spremembah v organizaciji in FSF komuni. FSF organizacija pri svojem delu uporablja izključno svobodno programje na svojih računalnikih.